# Liste des mammifères en Hongrie

Carte topographique de la Hongrie.

Localisation de la Hongrie en Europe.

Cette liste commentée recense la mammalofaune en Hongrie. Elle répertorie les espèces de mammifères hongroises actuels et celles qui ont été récemment classifiées comme éteintes (à partir de l'Holocène, depuis donc 11 700 ans av. J.‑C.). Cette liste comporte 102 espèces réparties en neuf ordres et 25 familles, dont une est « en danger critique d'extinction », une autre est « en danger », cinq sont « vulnérables », dix sont « quasi menacées » et deux ont des « données insuffisantes » pour être classées (selon les critères de la liste rouge de l'UICN au niveau mondial).
Elle contient au moins neuf espèces introduites sur ce territoire, qui sont plus ou moins bien acclimatées. Il peut contenir aussi dans cette liste des animaux non reconnus par la liste rouge de l'UICN (deux mammifères ici) et ils sont classés en « non évalué » : cela étant dû notamment au manque de données et à des espèces domestiques, disparues ou éteintes avant le XVIe siècle. Il n'existe pas en Hongrie d'espèces et de sous-espèces de mammifères endémiques.

## Statuts de la liste rouge de l'UICN
Les statuts de conservation utilisés par la liste rouge de l'UICN mondiale sont :
| (EX) | Éteint                  | Il n'y a pas le moindre doute sur le fait que le dernier spécimen recensé est mort.                                                                   |
| (EW) | Éteint à l'état sauvage | L'espèce est connue uniquement en captivité ou en tant que population naturalisée bien en dehors de son ancienne aire de répartition.                 |
| (CR) | En danger critique      | L'espèce risque prochainement de s'éteindre à l'état sauvage.                                                                                         |
| (EN) | En danger               | L'espèce fait face à un très gros risque d'extinction à l'état sauvage.                                                                               |
| (VU) | Vulnérable              | L'espèce fait face à un gros risque d'extinction à l'état sauvage.                                                                                    |
| (NT) | Quasi menacé            | L'espèce ne satisfait pas un ou plusieurs des critères prévus qui permettraient de la catégoriser, mais pourrait risquer de s'éteindre dans le futur. |
| (LC) | Préoccupation mineure   | Il n'y a pas de risque identifiable pour l'espèce. |
| (DD) | Données insuffisantes   | Il n'y a pas d'information adéquate qui permettraient de faire une évaluation des risques pour cette espèce.                                          |
| (NE) | Non évalué              | L'espèce n'a pas encore été confrontée aux critères précédents, n'est pas reconnue par l'UICN ou bien s'est éteinte avant le XVIe siècle.             |

## Ordre:Primates

### Famille:Hominidés
| Nom binominal, nom vulgaire et citation d'auteurs | Nom vulgaire hongrois (langue officielle de la Hongrie) | Origine et statut en Hongrie | Aire de répartition                    | Statut UICN mondial | Image         |
| ------------------------------------------------- | ------------------------------------------------------- | ---------------------------- | -------------------------------------- | ------------------- | ------------- |
| Homo sapiens (Homme moderne) Linnaeus, 1758       | Ember                                                   | Autochtone,                  | Aire de répartition de l'Homme moderne | [ 2 ]               | Homme moderne |

## Ordre:Lagomorphes

### Famille:Léporidés
| Nom binominal, nom vulgaire et citation d'auteurs         | Nom vulgaire hongrois (langue officielle de la Hongrie) | Origine et statut en Hongrie | Aire de répartition                     | Statut UICN mondial | Image            |
| --------------------------------------------------------- | ------------------------------------------------------- | ---------------------------- | --------------------------------------- | ------------------- | ---------------- |
| Lepus europaeus (Lièvre d'Europe) Pallas, 1778            | Mezei nyúl                                              | Autochtone                   | Aire de répartition du Lièvre d'Europe  | [ 3 ]               | Lièvre d'Europe  |
| Oryctolagus cuniculus (Lapin de garenne) (Linnaeus, 1758) | Üregi nyúl                                              | Allochtone (Introduit),      | Aire de répartition du Lapin de garenne | [ 4 ]               | Lapin de garenne |

### Famille:Ochotonidés
| Nom binominal, nom vulgaire et citation d'auteurs  | Nom vulgaire hongrois (langue officielle de la Hongrie) | Origine et statut en Hongrie | Aire de répartition                     | Statut UICN mondial | Image                  |
| -------------------------------------------------- | ------------------------------------------------------- | ---------------------------- | --------------------------------------- | ------------------- | ---------------------- |
| Ochotona pusilla (Pika des steppes) (Pallas, 1769) | Kisfülű pocoknyúl                                       | Autochtone (Disparu),        | Aire de répartition du Pika des steppes | [ 6 ]               | Illustration manquante |

## Ordre:Rodentiens

### Famille:Castoridés
| Nom binominal, nom vulgaire et citation d'auteurs | Nom vulgaire hongrois (langue officielle de la Hongrie) | Origine et statut en Hongrie | Aire de répartition                     | Statut UICN mondial | Image            |
| ------------------------------------------------- | ------------------------------------------------------- | ---------------------------- | --------------------------------------- | ------------------- | ---------------- |
| Castor fiber (Castor d'Eurasie) Linnaeus, 1758    | Eurázsiai hód                                           | Autochtone (Recolonisateur), | Aire de répartition du Castor d'Eurasie | [ 8 ]               | Castor d'Eurasie |

### Famille:Myocastoridés
| Nom binominal, nom vulgaire et citation d'auteurs | Nom vulgaire hongrois (langue officielle de la Hongrie) | Origine et statut en Hongrie | Aire de répartition             | Statut UICN mondial | Image    |
| ------------------------------------------------- | ------------------------------------------------------- | ---------------------------- | ------------------------------- | ------------------- | -------- |
| Myocastor coypus (Ragondin) (Molina, 1782)        | Nutria                                                  | Allochtone (Introduit)       | Aire de répartition du Ragondin | [ 10 ]              | Ragondin |

### Famille:Dipodidés
| Nom binominal, nom vulgaire et citation d'auteurs     | Nom vulgaire hongrois (langue officielle de la Hongrie) | Origine et statut en Hongrie | Aire de répartition    | Statut UICN mondial | Image               |
| ----------------------------------------------------- | ------------------------------------------------------- | ---------------------------- | ---------------------- | ------------------- | ------------------- |
| Sicista subtilis (Siciste des steppes) (Pallas, 1773) | Csíkos szöcskeegér                                      | Autochtone                   | Illustration manquante | [ 11 ]              | Siciste des steppes |

### Famille:Cricétidés
| Nom binominal, nom vulgaire et citation d'auteurs                        | Nom vulgaire hongrois (langue officielle de la Hongrie) | Origine et statut en Hongrie | Aire de répartition                         | Statut UICN mondial | Image                  |
| ------------------------------------------------------------------------ | ------------------------------------------------------- | ---------------------------- | ------------------------------------------- | ------------------- | ---------------------- |
| Arvicola amphibius (Campagnol terrestre) (Linnaeus, 1758)                | Közönséges kószapocok                                   | Autochtone                   | Aire de répartition du Campagnol terrestre  | [ 12 ]              | Campagnol terrestre    |
| Arvicola scherman (Campagnol fouisseur) (Shaw, 1801)                     | — aucun —                                               | Autochtone                   | Aire de répartition du Campagnol fouisseur  | [ 13 ]              | Illustration manquante |
| Microtus oeconomus (Campagnol nordique) (Pallas, 1776)                   | Északi pocok                                            | Autochtone                   | Illustration manquante                      | [ 14 ]              | Campagnol nordique     |
| Microtus agrestis (Campagnol agreste) (Linnaeus, 1761)                   | Csalitjáró pocok                                        | Autochtone                   | Aire de répartition du Campagnol agreste    | [ 15 ]              | Campagnol agreste      |
| Microtus arvalis (Campagnol des champs) (Pallas, 1778)                   | Mezei pocok                                             | Autochtone                   | Aire de répartition du Campagnol des champs | [ 16 ]              | Campagnol des champs   |
| Microtus subterraneus (Campagnol souterrain) (de Sélys Longchamps, 1836) | Közönséges földipocok                                   | Autochtone                   | Illustration manquante                      | [ 17 ]              | Campagnol souterrain   |
| Microtus gregalis (Campagnol des hauteurs) (Pallas, 1779)                | Keskenyfejű pocok                                       | Autochtone (Disparu)         | Illustration manquante                      | [ 18 ]              | Illustration manquante |
| Myodes glareolus (Campagnol roussâtre) Schreber, 1780                    | Vöröshátú erdeipocok                                    | Autochtone                   | Aire de répartition du Campagnol roussâtre  | [ 19 ]              | Campagnol roussâtre    |
| Ondatra zibethicus (Rat musqué) (Linnaeus, 1766)                         | Pézsmapocok                                             | Allochtone (Introduit)       | Aire de répartition du Rat musqué           | [ 20 ]              | Rat musqué             |
| Cricetus cricetus (Grand Hamster) (Linnaeus, 1758)                       | Mezei hörcsög                                           | Autochtone                   | Aire de répartition du Grand Hamster        | [ 21 ]              | Grand Hamster          |

### Famille:Muridés
| Nom binominal, nom vulgaire et citation d'auteurs       | Nom vulgaire hongrois (langue officielle de la Hongrie) | Origine et statut en Hongrie | Aire de répartition                     | Statut UICN mondial | Image                  |
| ------------------------------------------------------- | ------------------------------------------------------- | ---------------------------- | --------------------------------------- | ------------------- | ---------------------- |
| Apodemus agrarius (Mulot rayé) (Pallas, 1771)           | Pirókegér                                               | Autochtone                   | Illustration manquante                  | [ 22 ]              | Mulot rayé             |
| Apodemus flavicollis (Mulot à collier) (Melchior, 1834) | Sárganyakú erdeiegér                                    | Autochtone                   | Aire de répartition du Mulot à collier  | [ 23 ]              | Mulot à collier        |
| Apodemus sylvaticus (Mulot sylvestre) (Linnaeus, 1758)  | Erdei egér                                              | Autochtone                   | Aire de répartition du Mulot sylvestre  | [ 24 ]              | Mulot sylvestre        |
| Apodemus uralensis (Mulot pygmée) (Pallas, 1811)        | Kislábú erdeiegér                                       | Autochtone                   | Aire de répartition du Mulot pygmée     | [ 25 ]              | Mulot pygmée           |
| Micromys minutus (Rat des moissons) (Pallas, 1771)      | Törpeegér                                               | Autochtone                   | Aire de répartition du Rat des moissons | [ 26 ]              | Rat des moissons       |
| Mus musculus (Souris grise) Linnaeus, 1758              | Házi egér                                               | Allochtone (Introduit),      | Aire de répartition de la Souris grise  | [ 27 ]              | Souris grise           |
| Mus spicilegus (Souris des steppes) Petényi, 1882       | Güzüegér                                                | Autochtone                   | Illustration manquante                  | [ 29 ]              | Illustration manquante |
| Rattus norvegicus (Rat surmulot) (Berkenhout, 1769)     | Vándorpatkány                                           | Allochtone (Introduit)       | Aire de répartition du Rat surmulot     | [ 30 ]              | Rat surmulot           |
| Rattus rattus (Rat noir) (Linnaeus, 1758)               | Házi patkány                                            | Allochtone (Introduit)       | Aire de répartition du Rat noir         | [ 31 ]              | Rat noir               |

### Famille:Spalacidés
| Nom binominal, nom vulgaire et citation d'auteurs  | Nom vulgaire hongrois (langue officielle de la Hongrie) | Origine et statut en Hongrie | Aire de répartition                      | Statut UICN mondial | Image             |
| -------------------------------------------------- | ------------------------------------------------------- | ---------------------------- | ---------------------------------------- | ------------------- | ----------------- |
| Spalax leucodon (Spalax occidental) Nordmann, 1840 | Nyugati földikutya                                      | Autochtone                   | Aire de répartition du Spalax occidental | [ 32 ]              | Spalax occidental |

### Famille:Gliridés
| Nom binominal, nom vulgaire et citation d'auteurs     | Nom vulgaire hongrois (langue officielle de la Hongrie) | Origine et statut en Hongrie | Aire de répartition                 | Statut UICN mondial | Image          |
| ----------------------------------------------------- | ------------------------------------------------------- | ---------------------------- | ----------------------------------- | ------------------- | -------------- |
| Glis glis (Loir gris) Linnaeus, 1766                  | Nagy pele                                               | Autochtone                   | Aire de répartition du Loir gris    | [ 33 ]              | Loir gris      |
| Dryomys nitedula (Lérotin commun) (Pallas, 1778)      | Erdei pele                                              | Autochtone                   | Illustration manquante              | [ 34 ]              | Lérotin commun |
| Eliomys quercinus (Lérot commun) (Linnaeus, 1766)     | Kerti pele                                              | Peut-être autochtone,        | Aire de répartition du Lérot commun | [ 36 ]              | Lérot commun   |
| Muscardinus avellanarius (Muscardin) (Linnaeus, 1758) | Mogyorós pele                                           | Autochtone                   | Aire de répartition du Muscardin    | [ 37 ]              | Muscardin      |

### Famille:Sciuridés
| Nom binominal, nom vulgaire et citation d'auteurs         | Nom vulgaire hongrois (langue officielle de la Hongrie) | Origine et statut en Hongrie | Aire de répartition                     | Statut UICN mondial | Image            |
| --------------------------------------------------------- | ------------------------------------------------------- | ---------------------------- | --------------------------------------- | ------------------- | ---------------- |
| Sciurus vulgaris (Écureuil roux) Linnaeus, 1758           | Európai mókus                                           | Autochtone                   | Aire de répartition de l'Écureuil roux  | [ 38 ]              | Écureuil roux    |
| Spermophilus citellus (Souslik d'Europe) (Linnaeus, 1766) | Közönséges ürge                                         | Autochtone                   | Aire de répartition du Souslik d'Europe | [ 39 ]              | Souslik d'Europe |

## Ordre:Érinacéomorphes

### Famille:Érinacéidés
| Nom binominal, nom vulgaire et citation d'auteurs                  | Nom vulgaire hongrois (langue officielle de la Hongrie) | Origine et statut en Hongrie | Aire de répartition                         | Statut UICN mondial | Image                |
| ------------------------------------------------------------------ | ------------------------------------------------------- | ---------------------------- | ------------------------------------------- | ------------------- | -------------------- |
| Erinaceus roumanicus (Hérisson des Balkans) Barrett-Hamilton, 1900 | Keleti sün                                              | Autochtone                   | Aire de répartition du Hérisson des Balkans | [ 40 ]              | Hérisson des Balkans |

## Ordre:Soricomorphes

### Famille:Soricidés
| Nom binominal, nom vulgaire et citation d'auteurs           | Nom vulgaire hongrois (langue officielle de la Hongrie) | Origine et statut en Hongrie | Aire de répartition                             | Statut UICN mondial | Image                 |
| ----------------------------------------------------------- | ------------------------------------------------------- | ---------------------------- | ----------------------------------------------- | ------------------- | --------------------- |
| Crocidura leucodon (Crocidure leucode) (Hermann, 1780)      | Mezei cickány                                           | Autochtone                   | Aire de répartition de la Crocidure leucode     | [ 41 ]              | Crocidure leucode     |
| Crocidura suaveolens (Crocidure des jardins) (Pallas, 1811) | Keleti cickány                                          | Autochtone                   | Aire de répartition de la Crocidure des jardins | [ 42 ]              | Crocidure des jardins |
| Neomys anomalus (Crossope de Miller) Cabrera, 1907          | Miller-vízicickány                                      | Autochtone                   | Aire de répartition de la Crossope de Miller    | [ 43 ]              | Crossope de Miller    |
| Neomys fodiens (Crossope aquatique) (Pennant, 1771)         | Közönséges vízicickány                                  | Autochtone                   | Aire de répartition de la Crossope aquatique    | [ 44 ]              | Crossope aquatique    |
| Sorex alpinus (Musaraigne alpine) Schinz, 1837              | Havasi cickány                                          | Autochtone                   | Aire de répartition de la Musaraigne alpine     | [ 45 ]              | Musaraigne alpine     |
| Sorex araneus (Musaraigne carrelet) Linnaeus, 1758          | Erdei cickány                                           | Autochtone                   | Aire de répartition de la Musaraigne carrelet   | [ 46 ]              | Musaraigne carrelet   |
| Sorex minutus (Musaraigne pygmée) Linnaeus, 1766            | Törpecickány                                            | Autochtone                   | Aire de répartition de la Musaraigne pygmée     | [ 47 ]              | Musaraigne pygmée     |

### Famille:Talpidés
| Nom binominal, nom vulgaire et citation d'auteurs | Nom vulgaire hongrois (langue officielle de la Hongrie) | Origine et statut en Hongrie | Aire de répartition                      | Statut UICN mondial | Image          |
| ------------------------------------------------- | ------------------------------------------------------- | ---------------------------- | ---------------------------------------- | ------------------- | -------------- |
| Talpa europaea (Taupe d'Europe) Linnaeus, 1758    | Közönséges vakond                                       | Autochtone                   | Aire de répartition de la Taupe d'Europe | [ 48 ]              | Taupe d'Europe |

## Ordre:Chiroptères

### Famille:Rhinolophidés
| Nom binominal, nom vulgaire et citation d'auteurs             | Nom vulgaire hongrois (langue officielle de la Hongrie) | Origine et statut en Hongrie | Aire de répartition                       | Statut UICN mondial | Image              |
| ------------------------------------------------------------- | ------------------------------------------------------- | ---------------------------- | ----------------------------------------- | ------------------- | ------------------ |
| Rhinolophus euryale (Rhinolophe euryale) Blasius, 1853        | Kereknyergű patkósdenevér                               | Autochtone                   | Aire de répartition du Rhinolophe euryale | [ 49 ]              | Rhinolophe euryale |
| Rhinolophus ferrumequinum (Grand Rhinolophe) (Schreber, 1774) | Nagy patkósdenevér                                      | Autochtone                   | Aire de répartition du Grand Rhinolophe   | [ 50 ]              | Grand Rhinolophe   |
| Rhinolophus hipposideros (Petit Rhinolophe) (Bechstein, 1800) | Kis patkósdenevér                                       | Autochtone                   | Aire de répartition du Petit Rhinolophe   | [ 51 ]              | Petit Rhinolophe   |

### Famille:Vespertilionidés
| Nom binominal, nom vulgaire et citation d'auteurs                             | Nom vulgaire hongrois (langue officielle de la Hongrie) | Origine et statut en Hongrie | Aire de répartition                                | Statut UICN mondial | Image                       |
| ----------------------------------------------------------------------------- | ------------------------------------------------------- | ---------------------------- | -------------------------------------------------- | ------------------- | --------------------------- |
| Miniopterus schreibersii (Minioptère de Schreibers) (Kuhl, 1817)              | Hosszúszárnyú denevér                                   | Autochtone                   | Aire de répartition du Minioptère de Schreibers    | [ 52 ]              | Minioptère de Schreibers    |
| Myotis alcathoe (Murin d'Alcathoé) von Helversen & Heller, 2001               | Nimfadenevér                                            | Autochtone                   | Aire de répartition du Murin d'Alcathoé            | [ 53 ]              | Murin d'Alcathoé            |
| Myotis bechsteinii (Murin de Bechstein) (Kuhl, 1817)                          | Nagyfülű denevér                                        | Autochtone                   | Aire de répartition du Murin de Bechstein          | [ 54 ]              | Murin de Bechstein          |
| Myotis blythii (Petit Murin) (Tomes, 1857)                                    | Hegyesorrú denevér                                      | Autochtone,                  | Aire de répartition du Petit Murin                 | [ 55 ]              | Petit Murin                 |
| Myotis brandtii (Murin de Brandt) (Eversmann, 1845)                           | Brandt-denevér                                          | Autochtone                   | Aire de répartition du Murin de Brandt             | [ 56 ]              | Murin de Brandt             |
| Myotis dasycneme (Murin des marais) (Boie, 1825)                              | Tavi denevér                                            | Autochtone                   | Aire de répartition du Murin des marais            | [ 57 ]              | Murin des marais            |
| Myotis daubentonii (Murin de Daubenton) (Kuhl, 1817)                          | Vízi denevér                                            | Autochtone                   | Aire de répartition du Murin de Daubenton          | [ 58 ]              | Murin de Daubenton          |
| Myotis emarginatus (Murin à oreilles échancrées) (É. Geoffroy, 1806)          | Csonkafülű denevér                                      | Autochtone                   | Aire de répartition du Murin à oreilles échancrées | [ 59 ]              | Murin à oreilles échancrées |
| Myotis myotis (Grand Murin) (Borkhausen, 1797)                                | Közönséges denevér                                      | Autochtone                   | Aire de répartition du Grand Murin                 | [ 60 ]              | Grand Murin                 |
| Myotis mystacinus (Murin à moustaches) (Kuhl, 1817)                           | Bajuszos denevér                                        | Autochtone                   | Aire de répartition du Murin à moustaches          | [ 61 ]              | Murin à moustaches          |
| Myotis nattereri (Murin de Natterer) (Kuhl, 1817)                             | Horgasszőrű denevér                                     | Autochtone                   | Aire de répartition du Murin de Natterer           | [ 62 ]              | Murin de Natterer           |
| Eptesicus nilssonii (Sérotine de Nilsson) (Keyserling & Blasius, 1839)        | Északi késeidenevér                                     | Autochtone                   | Aire de répartition de la Sérotine de Nilsson      | [ 63 ]              | Sérotine de Nilsson         |
| Eptesicus serotinus (Sérotine commune) (Schreber, 1774)                       | Közönséges késeidenevér                                 | Autochtone                   | Aire de répartition de la Sérotine commune         | [ 64 ]              | Sérotine commune            |
| Nyctalus lasiopterus (Grande Noctule) (Schreber, 1780)                        | Óriás koraidenevér                                      | Autochtone                   | Aire de répartition de la Grande Noctule           | [ 65 ]              | Grande Noctule              |
| Nyctalus leisleri (Noctule de Leisler) (Kuhl, 1817)                           | Szőröskarú koraidenevér                                 | Autochtone                   | Aire de répartition de la Noctule de Leisler       | [ 66 ]              | Noctule de Leisler          |
| Nyctalus noctula (Noctule commune) (Schreber, 1774)                           | Rőt koraidenevér                                        | Autochtone                   | Aire de répartition de la Noctule commune          | [ 67 ]              | Noctule commune             |
| Pipistrellus kuhlii (Pipistrelle de Kuhl) (Kuhl, 1817)                        | Fehérszélű törpedenevér                                 | Autochtone                   | Aire de répartition de la Pipistrelle de Kuhl      | [ 68 ]              | Pipistrelle de Kuhl         |
| Pipistrellus nathusii (Pipistrelle de Nathusius) (Keyserling & Blasius, 1839) | Durvavitorlájú törpedenevér                             | Autochtone                   | Aire de répartition de la Pipistrelle de Nathusius | [ 69 ]              | Pipistrelle de Nathusius    |
| Pipistrellus pipistrellus (Pipistrelle commune) (Schreber, 1774)              | Közönséges törpedenevér                                 | Autochtone                   | Aire de répartition de la Pipistrelle commune      | [ 70 ]              | Pipistrelle commune         |
| Pipistrellus pygmaeus (Pipistrelle pygmée) (Leach, 1825)                      | Szoprán törpedenevér                                    | Autochtone                   | Aire de répartition de la Pipistrelle pygmée       | [ 71 ]              | Pipistrelle pygmée          |
| Barbastella barbastellus (Barbastelle d'Europe) (Schreber, 1774)              | Nyugati piszedenevér                                    | Autochtone                   | Aire de répartition de la Barbastelle d'Europe     | [ 72 ]              | Barbastelle d'Europe        |
| Plecotus auritus (Oreillard roux) (Linnaeus, 1758)                            | Barna hosszúfülű-denevér                                | Autochtone                   | Aire de répartition de l'Oreillard roux            | [ 73 ]              | Oreillard roux              |
| Plecotus austriacus (Oreillard gris) (J. Fischer, 1829)                       | Szürke hosszúfülű-denevér                               | Autochtone                   | Aire de répartition de l'Oreillard gris            | [ 74 ]              | Oreillard gris              |
| Hypsugo savii (Vespère de Savi) (Bonaparte, 1837)                             | Alpesi denevér                                          | Autochtone                   | Aire de répartition de la Vespère de Savi          | [ 75 ]              | Vespère de Savi             |
| Vespertilio murinus (Sérotine bicolore) Linnaeus, 1758                        | Fehértorkú denevér                                      | Autochtone                   | Aire de répartition de la Sérotine bicolore        | [ 76 ]              | Sérotine bicolore           |

## Ordre:Artiodactyles

### Famille:Bovidés
| Nom binominal, nom vulgaire et citation d'auteurs | Nom vulgaire hongrois (langue officielle de la Hongrie) | Origine et statut en Hongrie        | Aire de répartition                     | Statut UICN mondial | Image            |
| ------------------------------------------------- | ------------------------------------------------------- | ----------------------------------- | --------------------------------------- | ------------------- | ---------------- |
| Bison bonasus (Bison d'Europe) (Linnaeus, 1758)   | Európai bölény                                          | Autochtone (Disparu)                | Aire de répartition du Bison d'Europe   | [ 78 ]              | Bison d'Europe   |
| Bos taurus (Taurin) Linnaeus, 1758                | Szarvasmarha                                            | Autochtone (Peut-être réintroduit), | Aire de répartition du Taurin           | (NE)                |                  |
| Ovis aries (Mouflon oriental) Linnaeus, 1758      | Muflon                                                  | Allochtone (Introduit)              | Aire de répartition du Mouflon oriental | [ 81 ]              | Mouflon oriental |

### Famille:Cervidés
| Nom binominal, nom vulgaire et citation d'auteurs         | Nom vulgaire hongrois (langue officielle de la Hongrie) | Origine et statut en Hongrie | Aire de répartition                       | Statut UICN mondial | Image              |
| --------------------------------------------------------- | ------------------------------------------------------- | ---------------------------- | ----------------------------------------- | ------------------- | ------------------ |
| Alces alces (Élan) (Linnaeus, 1758)                       | Jávorszarvas                                            | Autochtone (Recolonisateur)  | Aire de répartition de l'Élan             | [ 83 ]              | Élan               |
| Capreolus capreolus (Chevreuil européen) (Linnaeus, 1758) | Európai őz                                              | Autochtone                   | Aire de répartition du Chevreuil européen | [ 84 ]              | Chevreuil européen |
| Cervus elaphus (Cerf élaphe) Linnaeus, 1758               | Gímszarvas                                              | Autochtone                   | Aire de répartition du Cerf élaphe        | [ 85 ]              | Cerf élaphe        |
| Cervus nippon (Cerf sika) Temminck, 1838                  | Szikaszarvas                                            | Allochtone (Introduit)       | Illustration manquante                    | [ 87 ]              | Cerf sika          |
| Dama dama (Daim européen) (Linnaeus, 1758)                | Európai dámvad                                          | Autochtone (Réintroduit),    | Aire de répartition du Daim européen      | [ 88 ]              | Daim européen      |

### Famille:Suidés
| Nom binominal, nom vulgaire et citation d'auteurs | Nom vulgaire hongrois (langue officielle de la Hongrie) | Origine et statut en Hongrie | Aire de répartition                       | Statut UICN mondial | Image              |
| ------------------------------------------------- | ------------------------------------------------------- | ---------------------------- | ----------------------------------------- | ------------------- | ------------------ |
| Sus scrofa (Sanglier d'Eurasie) Linnaeus, 1758    | Vaddisznó                                               | Autochtone                   | Aire de répartition du Sanglier d'Eurasie | [ 89 ]              | Sanglier d'Eurasie |

## Ordre:Périssodactyles

### Famille:Équidés
| Nom binominal, nom vulgaire et citation d'auteurs | Nom vulgaire hongrois (langue officielle de la Hongrie) | Origine et statut en Hongrie        | Aire de répartition           | Statut UICN mondial | Image     |
| ------------------------------------------------- | ------------------------------------------------------- | ----------------------------------- | ----------------------------- | ------------------- | --------- |
| Equus hydruntinus (Hydrontin) Regàlia, 1904       | — aucun —                                               | Autochtone (Éteint),                | Illustration manquante        | (NE)                | Hydrontin |
| Equus caballus (Cheval) Linnaeus, 1758            | Ló                                                      | Autochtone (Peut-être réintroduit), | Aire de répartition du Cheval | [ 93 ]              | Cheval    |

## Ordre:Carnivores

### Famille:Canidés
| Nom binominal, nom vulgaire et citation d'auteurs      | Nom vulgaire hongrois (langue officielle de la Hongrie) | Origine et statut en Hongrie               | Aire de répartition                   | Statut UICN mondial | Image          |
| ------------------------------------------------------ | ------------------------------------------------------- | ------------------------------------------ | ------------------------------------- | ------------------- | -------------- |
| Canis aureus (Chacal doré) Linnaeus, 1758              | Aranysakál                                              | Allochtone ou autochtone (Recolonisateur), | Aire de répartition du Chacal doré    | [ 96 ]              |                |
| Canis lupus (Loup gris) Linnaeus, 1758                 | Szürke farkas                                           | Autochtone (Recolonisateur)                | Aire de répartition du Loup gris      | [ 97 ]              | Loup gris      |
| Nyctereutes procyonoides (Chien viverrin) (Gray, 1834) | Nyestkutya                                              | Allochtone,                                | Aire de répartition du Chien viverrin | [ 98 ]              | Chien viverrin |
| Vulpes vulpes (Renard roux) (Linnaeus, 1758)           | Vörös róka                                              | Autochtone                                 | Aire de répartition du Renard roux    | [ 99 ]              | Renard roux    |

### Famille:Ursidés
| Nom binominal, nom vulgaire et citation d'auteurs | Nom vulgaire hongrois (langue officielle de la Hongrie) | Origine et statut en Hongrie | Aire de répartition                | Statut UICN mondial | Image     |
| ------------------------------------------------- | ------------------------------------------------------- | ---------------------------- | ---------------------------------- | ------------------- | --------- |
| Ursus arctos (Ours brun) Linnaeus, 1758           | Barna medve                                             | Autochtone (Recolonisateur)  | Aire de répartition de l'Ours brun | [ 101 ]             | Ours brun |

### Famille:Mustélidés
| Nom binominal, nom vulgaire et citation d'auteurs     | Nom vulgaire hongrois (langue officielle de la Hongrie) | Origine et statut en Hongrie          | Aire de répartition                        | Statut UICN mondial | Image              |
| ----------------------------------------------------- | ------------------------------------------------------- | ------------------------------------- | ------------------------------------------ | ------------------- | ------------------ |
| Lutra lutra (Loutre commune) (Linnaeus, 1758)         | Európai vidra                                           | Autochtone                            | Aire de répartition de la Loutre commune   | [ 102 ]             | Loutre commune     |
| Gulo gulo (Glouton) (Linnaeus, 1758)                  | Rozsomák                                                | Autochtone (Disparu)                  | Aire de répartition du Glouton             | [ 104 ]             | Glouton            |
| Martes foina (Fouine) (Erxleben, 1777)                | Nyest                                                   | Autochtone                            | Aire de répartition de la Fouine           | [ 105 ]             | Fouine             |
| Martes martes (Martre des pins) (Linnaeus, 1758)      | Nyuszt                                                  | Autochtone                            | Aire de répartition de la Martre des pins  | [ 106 ]             | Martre des pins    |
| Meles meles (Blaireau européen) (Linnaeus, 1758)      | Borz                                                    | Autochtone                            | Aire de répartition du Blaireau européen   | [ 107 ]             | Blaireau européen  |
| Mustela lutreola (Vison d'Europe) (Linnaeus, 1761)    | Európai nyérc                                           | Autochtone (Disparu)                  | Aire de répartition du Vison d'Europe      | [ 108 ]             | Vison d'Europe     |
| Mustela erminea (Hermine) Linnaeus, 1758              | Hermelin                                                | Autochtone                            | Aire de répartition de l'Hermine           | [ 109 ]             | Hermine            |
| Mustela nivalis (Belette d'Europe) Linnaeus, 1766     | Menyét                                                  | Autochtone                            | Aire de répartition de la Belette d'Europe | [ 110 ]             | Belette d'Europe   |
| Mustela eversmanii (Putois des steppes) Lesson, 1827  | Molnárgörény                                            | Autochtone                            | Aire de répartition du Putois des steppes  | [ 111 ]             | Putois des steppes |
| Mustela putorius (Putois d'Europe) Linnaeus, 1758     | Közönséges görény                                       | Autochtone                            | Aire de répartition du Putois d'Europe     | [ 112 ]             | Putois d'Europe    |
| Neovison vison (Vison d'Amérique) (Schreber, 1777)    | Amerikai nyérc                                          | Allochtone (Peut-être non acclimaté), | Aire de répartition du Vison d'Amérique    | [ 114 ]             | Vison d'Amérique   |
| Vormela peregusna (Putois marbré) (Güldenstädt, 1770) | Tigrisgörény                                            | Autochtone (Disparu)                  | Aire de répartition du Putois marbré       | [ 116 ]             | Putois marbré      |

### Famille:Procyonidés
| Nom binominal, nom vulgaire et citation d'auteurs    | Nom vulgaire hongrois (langue officielle de la Hongrie) | Origine et statut en Hongrie | Aire de répartition                        | Statut UICN mondial | Image               |
| ---------------------------------------------------- | ------------------------------------------------------- | ---------------------------- | ------------------------------------------ | ------------------- | ------------------- |
| Procyon lotor (Raton laveur commun) (Linnaeus, 1758) | Mosómedve                                               | Allochtone                   | Aire de répartition du Raton laveur commun | [ 117 ]             | Raton laveur commun |

### Famille:Félidés
| Nom binominal, nom vulgaire et citation d'auteurs | Nom vulgaire hongrois (langue officielle de la Hongrie) | Origine et statut en Hongrie | Aire de répartition                 | Statut UICN mondial | Image        |
| ------------------------------------------------- | ------------------------------------------------------- | ---------------------------- | ----------------------------------- | ------------------- | ------------ |
| Felis silvestris (Chat sauvage) Schreber, 1777    | Vadmacska                                               | Autochtone                   | Aire de répartition du Chat sauvage | [ 118 ]             | Chat sauvage |
| Lynx lynx (Lynx boréal) (Linnaeus, 1758)          | Eurázsiai hiúz                                          | Autochtone (Recolonisateur)  | Aire de répartition du Lynx boréal  | [ 120 ]             | Lynx boréal  |
| Panthera leo (Lion) (Linnaeus, 1758)              | Oroszlán                                                | Autochtone (Disparu)         | Aire de répartition du Lion         | [ 122 ]             | Lion         |